# Fodros káposztagomba
A fodros káposztagomba (Sparassis crispa)  fiatalon ehető gomba, fenyvesekben található. 
Az emberi kórokozó gombák ellen hatásos (fungicid) anyagokat termelő nagygombafaj.

## Előfordulása
Egész Európában elterjedt, a fenyvesekben terem, mert az erdeifenyő parazitája, annak gyökerén élősködik. Augusztustól novemberig terem.

## Megjelenése
Feltűnően nagy testű gomba, átmérője elérheti akár a fél métert is. Színe halvány krémszínű, termőrétege szalagszerűen tagolt, a lebenyeinek ellaposodó vége barnás árnyalatú.

## Felhasználása
Csak a fiatal, még krémszínű, törékeny példányai ehetők, mert később a termőrétege megkeményedik, és keserű lesz. A begyűjtött gombát alapos mosás után apróra kell törni, lisztbe forgatva kisütni, vagy fokhagymás tojásrántotta készíthető belőle. Japánban bő 20 éve foglalkoznak a termesztésével, mivel többek között jó hatása van a magas vérnyomásra, a cukorbetegségre. 

## Tartósítása
Alapos tisztítás után, összetörik, szárítják, porrá őrölve fűszerként használják.